# كارلوس هولمز تروهيو
كارلوس هولمز تروهيو (بالإسبانية: Carlos Holmes Trujillo) (و. 1951  م) هو محامي، وسياسي كولومبي.

## مناصب
تولى منصب وزير خارجية كولومبيا (منذ 7 أغسطس 2018)
- وزير داخلية كولومبيا (7 أغسطس 1997–28 يناير 1998)
- وزير التعليم في كولومبيا (5 فبراير 1992–7 أغسطس 1993)
- عضو مجلس الشيوخ في كولومبيا.

## التعليم
تعلم في جامعة كاوكا ‏، وجامعة صوفيا.